# Ordinul NKVD Nr. 00439
Ordinul NKVD Nr. 00439, semnat de Nikolai Ejov pe 25 iulie 1937 a fost baza „legală” pentru ceea ce avea să fie Operațiunea germană a NKVD-uliu din 1937–1938. Operațiunea a fost prima dintr-o serie de operațiunile naționale ale NKVD-ului.
Ordinul a avut ca obiectiv arestarea cetățenilor germani, precum și a foștilor cetățeni germani care obținuseră cetățenia sovietică. Cetățenii germani, care lucrau la căile ferate și întreprinderile industriei de apărare, erau calificați drept „agenți infiltrați ai Statului Major german și ai Gestapolui”, pregătiți pentru activități de diversiune „în timpul războiului” (războiul cu Germania nazistă era considerat iminent).
În prima lună a operațiunii, 472 de persoane au fost arestate. Numărul total al celor arestați a fost de aproximativ 800 de persoane, sau aproximativ 20% din numărul total al cetățenilor germani înregistrați la acea vreme.
Ordinul a cerut, de asemenea, ca organele statului să fie pregătite pentru al doilea val de represiuni împotriva cetățenilor sovietici etnie germană. Într-adevăr, operațiunea națională împotriva cetățenilor sovietici de origine germană a condus la condamnarea a cel puțin 55.005 de persoane, dinte care 41.898 au fost condamnați la moarte.